# Borba Gato
 (octobre 2018).
Si vous disposez d'ouvrages ou d'articles de référence ou si vous connaissez des sites web de qualité traitant du thème abordé ici, merci de compléter l'article en donnant les références utiles à sa vérifiabilité et en les liant à la section « Notes et références ».
Manuel de Borba Gato (1649 - 1718), fut un bandeirante pauliste.
Il était le fils de  João Borba et de Sebastiana Rodrigues et épousa, en  1670, Maria Leite, fille du bandeirante Fernão Dias Pais. dont il eut trois filles.

## Biographie
Par ordre du gouverneur de la capitainerie de São Paulo, Afonso Furtado de Castro, il accompagna son beau-père de 1674 à 1681  à la recherche de la mythique  Serra de Sabarabuçu, gisement d’émeraude et argent.
Après la mort de Fernão Dias Pais, lors du voyage de l'administrateur-général des mines  Rodrigo de Castelo Blanco pour rejoindre la région des mines générales, il se disputa avec celui-ci, lui tendit une embuscade et, le 28 Août 1682, l'assassina sur la route de l'arrial du Sumidouro. Il s’enfuit dans la région de la vallée du Rio Doce où il se cacha de 1682 à 1699, ayant, dit-on, atteint l'embouchure du Rio Piracicaba (pt), à l’endroit actuel la commune de Ipatinga.
En 1700, il réapparut dans la Province de Minas Gerais, avec l'intention de négocier avec le gouvernement son amnistie en échange des informations sur l'emplacement des gisements d'or. Il montra, plus tard, la même année, au gouverneur de la capitainerie de São Paulo et du Minas Gerais, Arthur de Sá e Meneses, des échantillons de cet or. Il retourna ensuite vers la région du Rio das Velhas (actuelle Sabará) en compagnie de ses gendres Antônio Tavares e Francisco Arruda.
L'ordre du roi (Provisão reial) du 6 Mars 1700 le nomma Guarda-mor do rei et, le 9 juin de 1702, il fut désigné comme surintendant  des mines du Rio des Velhas. Par  lettres du 18 avril de 1701, le gouverneur Arthur de Sá e Meneses autorisa l'occupation des terres entre les rivières  Paraopeba et Velhas", et des "plateaux de Itatiaia."
Félicité par la Couronne pour ses services, en plus d'occuper la superintendance générale des Mines, Borba Gato fut  responsable des affaires des défunts et absents et administrateur des routes. Il forma dans ses terres deux grandes fazendas. celle nommée 'Borba" et celle du "Gato"..
Il mourut aux environs de 1718, alors qu'il était juge ordinaire de la vila de Sabará. Il fut enterré à Paraopeba.

## Vocabulaire
- Provisão : document officiel par lequel le gouvernement confère une charge.
- Guarda-mor : titre officiel du chef de la police du fisc.
- Vila : c’est un "faux ami", signifie peuplement dont la grandeur se situe entre le village et la cité